# Thala illecebra
Thala illecebra is een slakkensoort uit de familie van de Costellariidae. De wetenschappelijke naam van de soort is voor het eerst geldig gepubliceerd in 1927 door Melvill.